# Último Esfuerzo (Balancán)
Último Esfuerzo es una localidad del municipio de Balancán ubicado en la subregión de los Ríos del estado mexicano de Tabasco.

## Geografía
La localidad se ubica a 32.2 kilómetros (en dirección este) de la localidad de Balancán de Domínguez, la cabecera y lugar más poblado del municipio. Se sitúa en las coordenadas geográficas 17°43′29″N 91°14′42″O / 17.724722, -91.245000, a una elevación de 40 metros sobre el nivel del mar.

## Demografía
Según el Conteo de Población y Vivienda 2020, efectuado por el Instituto Nacional de Estadística y Geografía, la localidad de Último Esfuerzo tiene 137 habitantes, de los cuales 65 son del sexo masculino y 72 del sexo femenino. Su tasa de fecundidad es de 2.54 hijos por mujer y tiene 37 viviendas particulares habitadas.
| Gráfica de evolución demográfica de Último Esfuerzo entre 1990 y 2020 |
|                                                                       |
| INEGI.                                                                |